# Chironia stokoei
Chironia stokoei är en gentianaväxtart som beskrevs av Verdoorn. Chironia stokoei ingår i släktet Chironia och familjen gentianaväxter. Inga underarter finns listade i Catalogue of Life.